# Musica-stop
Pour plus de détails, voir Fiche technique et Distribution.
Musica-stop (titre original : Die Post geht ab) est un film allemand réalisé par Helmuth M. Backhaus (de), sorti en 1962.

## Synopsis
Willy, le trompettiste du Bambus-Band, espérait avoir un gros héritage, mais son oncle ne lui a laissé qu'un bus bon pour la casse. Néanmoins, avec son ami Franz, il prévoit un voyage de vacances dans le sud. Au Bambus-Bar tenu par Willy et ses amis se tient un concours de jeunes talents remporté par la fille du célèbre chanteur schlager Rudolf Lothar, Barbi. Le jeune Till termine deuxième et reçoit un coupon pour deux semaines de vacances en bus dans le sud. Willy a déjà distribué les prix lorsque Franz l'informe que l'agence de voyages où ils ont acheté les coupons est en faillite. Craignant de fermer leur bar en cas de poursuites judiciaires, ils décident tous les deux d’emmener les gagnants dans le bus miteux pour leur voyage à Trieste et en Yougoslavie. Plusieurs amis des gagnants se joignent à eux : Barbi emmène Harry et la secrétaire Wilma et leur patron, M. Ratsam, Till emmène sa bonne amie Petra avec eux et, en chemin, ils vont chercher Anja bientôt majeure, qui a fui ses parents et son fiancé britannique John.
Alors que le bus roule lentement vers le sud, le père de Barbi, Harry et Petra se lancent à la poursuite, d'autant plus que Rudolf doit aussi donner un concert à Trieste. Surtout, le père de Harry, Walter, s’inquiète du fait que son fils voyage avec autant de jeunes femmes alors qu’il souhaite réellement le fiancer à la fille de la propriétaire de l’usine, Gina. Comme Harry a toujours refusé de rencontrer Gina, Walter monte un tour. Lorsque le bus arrive à Trieste, les pères le font escorter à leur hôtel. Une fois de plus, Walter se présente avec la jeune Gina à ses côtés et laisse Harry penser qu'elle est sa nouvelle maîtresse. Harry réagit avec incompréhension, veut la persuader d'abandonner son père et finit par tomber amoureux d'elle. À la fin, il y a d'autres couples : après un certain chaos, les parents d'Anja sont heureux de se débarrasser de John et acceptent un mariage d'Anja et de Franz. Till et Petra deviennent un couple, M. Ratsam fait à Wilma une demande en mariage qu'elle accepte et Barbi et Willy tombent amoureux.

## Fiche technique
- Titre : Musica-stop
- Titre original : Die Post geht ab
- Réalisation : Helmuth M. Backhaus (de) assisté de Lucie Berndsen
- Scénario : Helmuth M. Backhaus
- Musique : Christian Bruhn
- Direction artistique : Johannes Ott
- Costumes : Ingrid Zoré
- Photographie : Gerhard Krüger (de)
- Son : Herman Kokove, Hans Wunschel
- Montage : Anneliese Artelt
- Production : Alfred Bittins (de)
- Société de production : Piran-Film
- Société de distribution : Gloria
- Pays d'origine :  Allemagne de l'Ouest
- Langue : allemand
- Format : Couleur - 1,37:1 - Mono - 35 mm
- Genre : Musical
- Durée : 90 minutes
- Dates de sortie :
  -  Allemagne de l'Ouest : 21 septembre 1962.
  -  France : 8 janvier 1965[1].

## Distribution
- Adrian Hoven : Willy
- Vivi Bach : Barbi Lothar
- Claus Biederstaedt : Harry Eberhardt
- Corny Collins : Gina
- Elma Karlowa (de) : Wilma
- Chris Howland : John
- Heinz Erhardt : Walter Eberhardt
- Wolf Albach-Retty : Lukas Lenz
- Gerhard Wendland : Rudolf Lothar
- Margitta Scherr (de) : Anja Stolze
- Gunnar Möller (de) : Franz
- Ilse Steppat : Elfriede Stolze
- Kurt Großkurth (de) : Teutobald Stolze
- Dagmar Hank : Petra Lenz
- Peter Fritsch : Till Hartmann
- Ralf Wolter : M. Ratsam
- Beppo Brem (de) : Sepp

## Source de traduction
- (de) Cet article est partiellement ou en totalité issu de l’article de Wikipédia en allemand intitulé « Die Post geht ab (Film) » (voir la liste des auteurs).